# Tilston (Royaume-Uni)
Pour les articles homonymes, voir Tilston.
Tilston est une paroisse civile et un village du Cheshire, en Angleterre.